# Bärbl Maushart
Bärbl Maushart (* 10. Dezember 1944) ist eine deutsche Politikerin (FDP).

## Ausbildung und Beruf
Seit 1975 im Vorstand der Verbraucherzentrale Baden-Württemberg aktiv, übernahm sie 1983 den Vorsitz. Sie setzte sich für die Stärkung des Verbraucherschutzes durch vermehrten Einsatz der Abmahn- und Klagebefugnis ein. So erstritt die Verbraucherzentrale wegweisende Urteile zur Wertstellung und zur Gültigkeit von Telefonkarten vor dem Bundesgerichtshof. Nach der Nuklearkatastrophe von Tschernobyl untersuchte Bärbl Maushart selbst die radioaktiven Belastungen von landwirtschaftlichen Produkten.

## Gesellschaftliche Tätigkeit
Maushart ist seit 1968 Mitglied der FDP/DVP. Sie ist langjährige Vorsitzende des Ortsverbands Straubenhardt-Neuenbürg und war Vorsitzende des Kreisverbands sowie des Bezirksverbands Nordschwarzwald und stellvertretende Landesvorsitzende der FDP Baden-Württemberg. Im Wahlkreis Pforzheim kandidierte sie zweimal für die Wahl zum Deutschen Bundestag.
Bärbl Maushart ist seit Anfang 2013 in ehrenamtlicher Tätigkeit und als Nachfolgerin ihres Mannes Schriftführerin der StrahlenschutzPRAXIS, der Zeitschrift des deutsch-schweizerischen Fachverbands für Strahlenschutz.

## Ehrung
Bärbl Maushart wurde 2006 vom damaligen Ministerpräsidenten Günther Oettinger für 30 Jahre hochengagierten ehrenamtlichen Einsatz bei der Verbraucherzentrale Baden-Württemberg mit der Verdienstmedaille des Landes Baden-Württemberg, der höchsten Auszeichnung des Landes, geehrt.

## Familie und Privates
Bärbl Maushart war mit dem Strahlenschützer Rupprecht Maushart verheiratet und lebt in Straubenhardt-Schwann.